# Armstrong Cork Company
Armstrong Cork Company (el precedent d'Armstrong World Industries) està situat al carrer 2349 Railroad Street del veïnat de Strip District de Pittsburgh (Pennsilvània).
L'edifici va ser construït vora el 1901 i dissenyat per l'arquitecte Frederick J. Osterling. El 10 de maig de 2005 es va afegir al Registre Nacional de Llocs Històrics i el 2007, a la llista de monuments històrics de la Pittsburgh History and Landmarks Foundation.
Des del maig de 2007 l'edifici, anomenat The Cork Factory, s'ha reaprofitat per a apartaments loft.